# Serie A1 (canoa polo maschile)
La Serie A1 è il secondo livello del campionato italiano maschile di canoa polo.

## Le squadre partecipanti
Queste le formazioni al via del campionato di A1 2012:
Girone Nord
- Arci Lerici Borgata Marinara
- C.C. Bologna
- C.K. Cervia
- G.C. Polesine (Rovigo)
- Amici del Fiume (Torino)
- Canoa San Giorgio
- C.C. Genova
- Canottieri Sabazia (Savona)
- C.C. Ferrara
- Idroscalo Club (Milano)
- LNI Ancona

Girone Sud
- Uck Bari
- Canoa Club Arenella (Palermo)
- Comunali Firenze
- Canottieri Pisa
- C.C. Cagliari
- C.C. Napoli
- Team Kayak Sardegna
- Jomar Canoa Club (Catania)
- Gruppo Canoe Roma
- C.C. Offredi (Amalfi)
- C.N. Posillipo